# Škoda Rapid (1935–47)
Škoda Rapid — среднеразмерный автомобиль, выпускавшийся чешским производителем Škoda Auto с 1935 по 1947 год.

## Обзор Škoda Rapid
- Škoda 420 Rapid (1934—1935)
- Škoda Rapid (1935—1938)
- Škoda Rapid Six (1935)
- Škoda Rapid OHV (1938—1947)
- Škoda Rapid 2200 (1941—1942)

## Type 901
Škoda Rapid Type 901 (позднее Type 914) оснащался четырёхцилиндровым двигателем объёмом 1386 см3, мощностью 23 кВт (31 л. с.). Тормозная система — ATE-Lockheed.
Максимальная скорость автомобиля составляла 100 км/ч, а расход топлива варьировался от 9 до 10 литров на 100 километров. Автомобиль выпускался в кузовах седан и кабриолет.

## Type 922
Type 922 (Rapid OHV) выпускался с 1938 года. В отличие от предшественника, объём двигателя увеличен до 1558 см3, мощность — до 31 кВт (42 л. с.). Расход топлива составлял 10 литров на 100 километров.

## Галерея
- Škoda Rapid (1935—38) в Париже
- 1940 Škoda Rapid OHV
- Skoda Type 901
- 1937 Škoda Rapid в музее